# Xysticus aprilinus
Xysticus aprilinus is een spinnensoort uit de familie van de krabspinnen (Thomisidae).
De wetenschappelijke naam van de soort werd in 1930 gepubliceerd door Elizabeth Bangs Bryant.